# Ronan Gustin
Ronan Gustin, né le 17 août 1987 à Fontaine-lès-Dijon, est un escrimeur français du club du Levallois Sporting Club Escrime pratiquant l'épée.

## Biographie
Né le 17 août 1987 à Fontaine-lès-Dijon, Ronan Gustin est un tireur de l'équipe de France d'escrime. Il en est le remplaçant officiel aux Jeux olympiques de Tokyo.

## Carrière sportive
Il commence l'escrime au sein du club de l'ASPTT Dijon.
En 2011, il remporte sa première médaille senior FIE à la Coupe d'Heidenheim où il termine 3e. Il perdra en demi-finale contre Stefano Carozzo 15 à 12.
La même année, il remportera la médaille d'argent au Challenge Bernadotte de Stockholm où il termine deuxième. Il s'inclinera en finale contre Fabian Kauter 15 à 8.
Sélectionné pour ses premiers  Championnats d'Europe d'escrime 2011 à Sheffield avec l'équipe de France, il remporte la médaille d'or dans l'épreuve par équipe  au côté de Jean-Michel Lucenay, Gauthier Grumier et Yannick Borel. Ils battent successivement la Biélorussie 45 à 29, la Suisse 45 à 34, puis l'Ukraine 45 à 37 en demi-finales et enfin la Hongrie 45 à 40 en finale. 
Sélectionné avec l'équipe de France aux Championnats du monde d’escrime 2011 de Catane, il est éliminé en 16es de finale par Rubén Limardo 15 à 9. 
Il réussira néanmoins à décrocher le titre mondiale par équipe en s'imposant une nouvelle fois en finale contre la Hongrie 45 à 37. 
En 2015, à 27 ans, il remporte sa première coupe du monde FIE à Vancouver, en battant le Tchèque Pavel Pitra en finale 15 à 14. 
Sélectionné en équipe de France, il est médaillé d'or par équipe aux Championnats d'Europe d'escrime 2015 à Montreux avec ses coéquipiers Gauthier Grumier, Ulrich Robeiri et Daniel Jérent en battant en finale l'Estonie 45 à 32.
Également sélectionné pour l'épreuve d'Escrime aux Jeux européens de 2015 à Bakou, il remporte la médaille d'or par équipe avec ses coéquipiers Yannick Borel, Daniel Jérent et Ivan Trevejo en battant le Russie en Finale.
En 2017, sélectionné aux Championnats du monde d'escrime 2017 à Leipzig il est sacré champion du monde par équipe avec ses coéquipiers Yannick Borel, Daniel Jérent et Jean-Michel Lucenay en battant la Suisse de Max Heinzer et Georg Kuhn 45 à 43.
En 2018, aux Championnats d'Europe d'escrime 2018 à Novi Sad, Ronan et ses coéquipiers de l'équipe de France Yannick Borel, Alex Fava et Aymerick Gally remportent la médaille d'argent dans l'épreuve par équipe. Ils s'inclineront en finale contre la Russie 45 à 34.
En 2019, sélectionné en équipe de France aux Championnats du monde d'escrime 2019  à Budapest il devient champion du monde par équipe avec ses coéquipiers Alexandre Bardenet, Yannick Borel et Daniel Jérent en battant les ukrainiens 45 à 37 en finale.
En 2021, à la suite du retrait de la sélection de Daniel Jérent par la Fédération française d’escrime il est sélectionné aux Jeux olympiques de Tokyo en qualité de remplaçant. À Tokyo, l'équipe de France n'arrivera pas à faire mieux qu'une cinquième place en perdant dès les quarts de finales 45 à 44 à la Mort subite contre le Japon. La France s'imposera tout de même dans le match de classement contre l'Ukraine 45 à 39.

## Palmarès
- Championnats du monde

- -  Médaille d'or par équipes aux Championnats du monde d'escrime 2019  à Budapest

- -  Médaille d'or par équipes aux Championnats du monde d'escrime 2017 à Leipzig

- -  Médaille d'or par équipes aux championnats du monde d'escrime 2011 à Catane

- Jeux européens de 2015
  -  Médaille d'or par équipes aux Jeux européens de 2015 à Bakou

- Championnats d'Europe
  -  Médaille d'or par équipes aux championnats d'Europe d'escrime 2015 à Montreux
  -  Médaille d'or par équipes aux championnats d'Europe d'escrime 2011 à Sheffield
  -  Médaille d'argent par équipes aux Championnats d'Europe d'escrime 2018 à Novi Sad[8]